# Данило Бугаков
Данило Бугаков (29 січня 1988) — узбецький плавець.
Учасник Олімпійських Ігор 2004, 2008 років.